# Тимяник
Тимяник (на македонска литературна норма: Тимјаник) е село в Северна Македония, в община Неготино.

## География
Тимяник е разположено на 2 километра южно от град Неготино.

## История
В XIX век Тимяник е смесено българо-помашко село в Тиквешка кааза на Османската империя. Според статистиката на Васил Кънчов („Македония. Етнография и статистика“) от 1900 година Тамяник има 100 жители българи християни и 1150 българи мохамедани.
След Междусъюзническата война в 1913 година селото попада в Сърбия. След Първата световна война мюсюлманите се изселват и в Тимяник се заселват сръбски колонисти, които с частни средства изкупуват земя от землището на селото.
На етническата си карта от 1927 година Леонард Шулце Йена показва Тимяник (Timjanik) като българо-мохамеданско (помашко) село.
В 2005 година е изградена църквата „Рождество на Пресвета Богородица“.